# Windows Mail
Windows Mail is een e-mailclient en newsreader die exclusief bij Windows Vista wordt meegeleverd. Het is de opvolger van Outlook Express. Microsoft liet het programma voor het eerst zien op Channel 9 op 10 oktober 2005.
In tegenstelling tot Outlook Express is Windows Mail geen onderdeel van Internet Explorer, waardoor het niet beschikbaar werd gemaakt voor eerdere Windowsversies. Windows Mail werd ook niet meegeleverd met Windows Server 2008.
Het team dat Windows Mail heeft ontwikkeld, heeft de opvolger Windows Live Mail ontwikkeld, dat zowel Windows Mail als Outlook Express heeft vervangen.

## Kenmerken
De grafische gebruikersomgeving van Windows Mail verschilt lichtelijk van Outlook Express: de icoontjes in de werkbalk zijn vernieuwd en enkele eigenschappen van Outlook 2003 zijn toegevoegd. Intern zijn er wel grote veranderingen doorgevoerd, zoals:
- E-mailberichten worden nu niet langer in een database opgeslagen maar in afzonderlijke bestanden. Met behulp van een index database is het mogelijk om in real time de berichten te doorzoeken. Het gebruik van deze database verbetert ook de stabiliteit en betrouwbaarheid van het programma. Mocht de database corrupt raken dan kan deze herbouwd worden aan de hand van de afzonderlijke e-mailbestanden.
- Setup-informatie van accounts wordt niet langer in het register opgeslagen. Dit wordt nu in een bestand naast de e-mails zelf opgeslagen. Hierdoor kan een Windows Mail configuratie gekopieerd worden en eenvoudig op een andere computer geplaatst worden.
- Nieuwe functionaliteit, zoals het filteren van ongewenste post met behulp van bayesiaanse kansrekening en een filter van phishing-e-mails.
- Microsoft Help Groups is toegevoegd; dit is een link naar de nieuwsgroepen van Microsoft. Daarnaast is er extra functionaliteit toegevoegd voor nieuwsgroepen: het is nu mogelijk een thread te markeren als "question" of "answered question". Berichten kunnen nu ook worden voorzien van een rating.